# Sclerolaena diacantha
Sclerolaena diacantha là loài thực vật có hoa thuộc họ Dền. Loài này được Benth. miêu tả khoa học đầu tiên năm 1870.